# إيفيم
إيفيم أو إيبيم (بالعبرية: אִבִּים, איבים) هي قرية تقع في جنوب إسرائيل بالقرب من سديروت، وتقع تحت إدارة مجلس باب النقب الإقليمي. في 2019 بلغ عدد سكانها 458 نسمة.

## أصل التسمية
اسم القرية له اصل توراتي، حيث أنه مقتبس من الآية 6:11 في سفر نشيد الأنشاد؛ "نَزَلْتُ إِلَى جَنَّةِ الْجَوْزِ لأَنْظُرَ إِلَى خُضَرِ الْوَادِي"

## التاريخ
كان الموقع في الأصل مزرعة، وفي 1953، أنشئ مركز مجلس باب النقب الإقليمي في الموقع. في 1992، أنشئت قرية طلابية تحمل نفس الاسم بهدف توفير السكن للمهاجرين من إثيوبيا والاتحاد السوفيتي الذين كانوا يدرسون في كلية سابير القريبة.